# برج برين

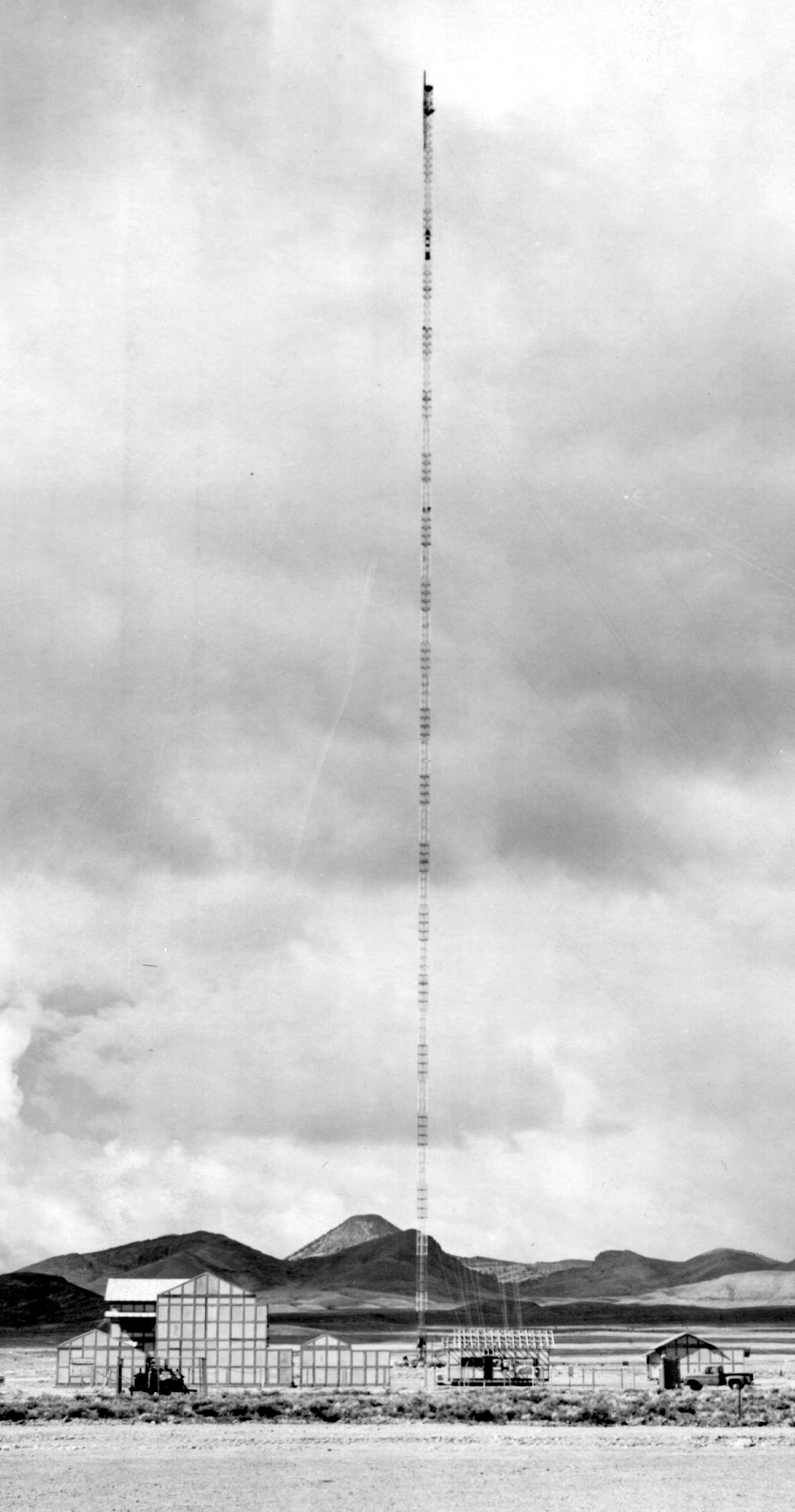
برج برين

برج برين عبارة عن سارية من الفولاذ المشدود، يبلغ ارتفاعه 1527 قدم (465 متر)، على موقع اختبار نيفادا في ولاية نيفادا، الولايات المتحدة الأمريكية. يُشير مصطلح برين إلى تجربة مُفاعل عارية، نيفادا. كان البرج ملكاً لوزارة الطاقة الأمريكية وتحتفظ به تقنيات الأمن القومي. أُغلق طريق الوصول إلى منطقة البرج منذ يوليو عام 2006. ولم يُحدد سبب الإغلاق. كجزء من اختبار موقع نيفادا، كان موجوداً أيضاً في المجال الجوي المحظور (R-4808N).

## تاريخ
بُني البرج من قبل شركة (Dresser-Ideco Company) التابعة لهيئة الطاقة الذرية الأمريكية، بُني لأول مرة في عام 1962 في منطقة اختبار القنبلة الذرية في مسطح اليكة، حيث استخدم لتجربة تهدف إلى تحسين فهم آثار الإشعاع في القصف الذري في هيروشيما. يُمكن نقل مفاعل نووي مكشوف (غير محمي) على سيارة رافعة إلى ارتفاعات مُختلفة على البرج، بُنيت منازل على الطراز الياباني بالقرب من قاعدة البرج وتم قصفها بكثافة مختلفة من الإشعاع.
بعد أن حظرت معاهدة حظر التجارب النووية التجارب النووية في الهواء الطلق؛ فُكك البرج وعلى الرغم من حجمه الهائل انتقل من موقعه الأصلي إلى (Jackass Flats) في منطقة 25 من موقع اختبار نيفادا، حيث استخدم لعملية (HENRE) (تجربة تفاعلات النيوترون عالية الطاقة)، وهي سلسلة من تجارب قياس الإشعاع باستخدام مُسرع خطي صغير لإنتاج النيوترونات.

## مواصفات
شُيد البرج من 51 قسم بطول 30 قدم (9.1 متر) من الفولاذ عالي الشد، وكان البرج أعلى من مبنى إمباير ستيت (Empire State Building) الذي يبلغ ارتفاعه 1472 قدم (449 متر). دُعم البرج بواسطة 5.5 ميل (8.9 كم) من الأسلاك المُصممة لتحمل الرياح التي تزيد سرعتها عن 120 ميل/ ساعة (190 كم/ساعة). جُهز البرج برافعة خارجية لرفع المعدات العلمية، ومصعد يتسع لشخصين يتحرك بسرعة 100 قدم (30 متر) في الدقيقة. يبلغ وزن البرج 345 طن.

## هدم
هُدم البرج في 23 مايو عام 2012. وقد أدرجت الإدارة الوطنية للأمن النووي أسباب الهدم كمخاوف تتعلق بالسلامة للعمال المجاورين، والتكاليف غير المعقولة لإعادة البرج للعمل ومخاطر الحركة الجوية.

## روابط خارجية
- http://www.skyscraperpage.com/diagrams/?b576